# Thomas Taylor
Pour les articles homonymes, voir Taylor et Thomas Taylor (homonymie).
 (février 2019).
Si vous disposez d'ouvrages ou d'articles de référence ou si vous connaissez des sites web de qualité traitant du thème abordé ici, merci de compléter l'article en donnant les références utiles à sa vérifiabilité et en les liant à la section « Notes et références ».
Thomas Taylor (15 mai 1758 à Londres - 1er novembre 1835) est un traducteur anglais.
Tour à tour maître d'école et commis dans une maison de banque, il s'adonna aux lettres et à la philosophie tout en remplissant ses modestes fonctions, et traduisit en anglais les Œuvres complètes de Platon, 1804, 5 volumes in-4, ainsi que celles d'Aristote, 9 volumes in-4, et une partie des écrits de Plotin (1787) et de Proclus.